# محمد الشريف (عسكري)
محمد الشريف رئيسُ الأركان العامة للجيش الليبي التابع لحكومة الوفاق الوطني بدأ مهامه بتاريخ 5 فبراير 2019. بتعيين من فائز السراج رئيس المجلس الرئاسي.
تخرج الفريق ركن محمد علي المهدي الشريف من الكلية العسكرية بطرابلس دفعة 18، وعين آمرًا لكتيبة الدبابات بطبرق، وسبق للفريق الشريف أن تولي منصب قائد القوات الخاصة وآمر مدرسة الصاعقة والمظلات ببنغازي، وشارك في حرب تشاد تحت إمرة المشير خليفة حفتر وصد الاجتياح الإسرائي للبنان في الثمانينيات.